# Diritti LGBT a Cuba
A Cuba i rapporti omosessuali svolti in privato, non a sfondo mercenario e tra adulti consenzienti sono stati legalizzati a partire dal 1979; l'età del consenso è posta a 16 anni. Il matrimonio tra persone dello stesso sesso è stato introdotto nella costituzione andata in votazione nel 2018, ma è stato ritirato dopo l'aumentare di rivolte popolari all'interno della nazione, lasciando conseguentemente vago il tema del matrimonio nella nuova costituzione.
Dal 25 settembre 2022 grazie ad un referendum è stato legalizzato il matrimonio, le adozioni e la gestazione per altri per le coppie dello stesso sesso.
Campagne d'informazione ed educazione anche sulle tematiche LGBT sono attualmente attuate dal  Centro nazionale di educazione sessuale diretto da Mariela Castro; anche se la situazione è notevolmente migliorata dagli anni '90 in poi, l'antipatia nei confronti degli omosessuali rimane elevata nell'opinione pubblica, in quanto riflette un radicato sentire comune.
L'omofobia è riconosciuta come un problema di razzismo sociale e il programma di formazione e educazione, comprendente anche tutte le scuole di ogni ordine e gradi, include programmi televisivi e soap opera con persone transgender, gay e lesbiche.

## Disposizioni legali
Il codice penale, così com'è stato modificato nel 1997, non si applica più a specifici atti sessuali compiuti tra persone dello stesso sesso: l'Art 303 (riguardante l'offesa al pudore, l'esibizionismo, lo scandalo pubblico e l'adescamento) è stato l'ultimo a contenere norme direttamente riconducibili contro l'omosessualità.
Anche se a Cuba la legge anti-sodomia è stata abrogata alla fine degli anni '70 del XX secolo, aveva però mantenuto la legge che considerava come "crimini contro il normale sviluppo dei rapporti sessuali" gli atti sessuali tra persone dello stesso sesso da parte di adulti consenzienti.
Risaliva al 1938 la legge contro la "pubblica ostentazione" che imponeva fino a sei mesi di carcere a chiunque s'impegnasse abitualmente in atti omosessuali o ostentasse la propria omosessualità creando così scandalo pubblico.

## Riconoscimento giuridico delle unioni omosessuali
L'Art. 36 della carta costituzionale del paese definiva il matrimonio come "unione volontaria stabilita tra un uomo e una donna". Ai sensi dell'Art 2 del codice di famiglia l'unione matrimoniale era limitata alle coppie eterosessuali.
Nessuna alternativa al matrimonio, come le unioni civili o le coppie di fatto, era disponibile a Cuba: diverse proposte di misure più favorevoli per la comunità LGBT, tra cui la legalizzazione delle unioni omosessuali, non erano mai riuscite a superare lo scoglio dell'approvazione all'Assemblea nazionale del potere popolare, il parlamento cubano.
Erano comunque celebrabili le unioni tra una persona transgender che ha cambiato sesso chirurgicamente e una persona del sesso opposto.
Il presidente cubano Raúl Castro, fratello del líder máximo Fidel Castro, secondo quanto riferito nel 2012 dalla figlia, la citata Mariela, avrebbe dato il suo assenso ad una legge che istituisca il matrimonio omosessuale a Cuba: «Mio padre lo ha manifestato in varie occasioni» ha detto la Castro «durante riunioni ristrette, ma non ne ha mai parlato in pubblico, perché ciò fa parte della sua strategia e del suo modo di fare».
Il 21 luglio 2018 è stata votata al parlamento cubano la nuova costituzione cubana e verso fine anno dovrà essere approvata da un referendum popolare. Una delle novità rilevanti sul tema è che nell'articolo 34 riguardante al matrimonio, è sparita la specifica "tra uomo e donna", sostituita con "tra due persone", aprendo così la possibilità di riconoscere il matrimonio tra persone dello stesso sesso nel paese. Nella nuova costituzione è inserita anche il principio della non discriminazione a base dell'orientamento sessuale e di genere.

## Condizioni di vita e libertà di associazione
Dal 2008 i cittadini che lo desiderino sono in grado di avere libero accesso alla riassegnazione chirurgica del sesso.
Il primo caso di Aids è stato diagnosticato sull'isola nel 1985 e da allora e fino al 1993 le persone sieropositive erano messe in quarantena in centri appositi di trattamento sanitario, una politica questa che è stata fortemente criticata da funzionari medici ed esperti di diritti umani internazionali. Dal 1998 vengono prodotte versioni generiche di alcuni dei più comuni farmaci anti-retrovirali per la terapia contro l'AIDS.
L'unica associazione organizzata che opera a favore del riconoscimento dei diritti civili per gay e lesbiche è stata costituita nel 1994, ma è stata definitivamente chiusa e i suoi membri arrestati nel 1997. Secondo il World Policy Institute il governo continuava ancora nel 2003 a vietare organizzazioni e pubblicazioni a tema LGBT, gay pride e locali e club privati omosessuali.

## Storia
La Cuba precedente alla rivoluzione castrista del 1959 aveva alcuni bar gay friendly nelle maggiori città, ma vigevano severe leggi che criminalizzavano l'omosessualità mirando ad incolpare uomini gay attraverso il reato di molestie. Nonostante ciò l'omosessualità era uno dei componenti principali del fiorente mercato della prostituzione, con molti cubani impegnati a prostituirsi con turisti e militari provenienti dagli Stati Uniti.
Con la presa del potere da parte di Fidel Castro l'emigrazione verso Miami di gay e lesbiche che lavoravano per imprese americane cominciò molto presto; quelli che già avevano vissuto in gran parte all'estero emigrarono definitivamente.
I bar e i locali omosessuali furono percepiti come centri di attività controrivoluzionaria ed iniziarono ad essere sistematicamente trattati come tali; la comunità gay venne subito vista come una minaccia contro l'ordine militare.
Il nuovo alleato di Cuba, l'Unione sovietica (ovvero la superpotenza e paese-guida del mondo socialista) aveva politiche ostili nei confronti di gay e lesbiche e vedeva gli omosessuali come il prodotto ultimo della società capitalistica decadente: più volte Castro, allineato a Mosca fino al 1991, fece commenti offensivi al riguardo nei suoi discorsi: "nel paese non esistono omosessuali", oppure "i maricones («froci-checche/finocchi», ndr) sono agenti dell'imperialismo". In un'intervista della metà degli anni '60 afferma che "un omosessuale non può incarnare le condizioni e i requisiti di condotta che ci permettono di vederlo come un autentico rivoluzionario, un vero militante comunista. Questa è una deviazione di natura che si scontra col concetto che abbiamo di ciò che un militante comunista dev'essere".
Nel marzo del 1965, l'editore e attivista comunista Giangiacomo Feltrinelli riuscì ad ottenere da Castro una lunghissima intervista chiedendogli anche perché perseguitasse i gay e cosa c'entrasse quel pogrom con la rivoluzione. Il lìder maximo, dopo una risata per la domanda sfacciata, rispose accennando alla paura di "mandare un figlio a scuola e vederselo tornare frocio".
In un'intervista del 31 agosto 2010, però, Fidel Castro pronuncerà un mea culpa e ammetterà gli errori commessi in quegli anni.
Lo scrittore gay cubano Reinaldo Arenas testimonia la persecuzione effettiva contro le persone LGBT per tutti gli anni '60 e '70 almeno del XX sec quando soprattutto maschi effeminati senza alcun processo venivano inviati forzosamente in campi di lavoro rieducativi.
Ragazzi effeminati ancora nella metà degli anni '70 venivano costretti a sottoporsi a terapia di conversione. Il primo cambiamento d'atteggiamento ufficiale risale proprio al 1975 quando la corte suprema si esprime a favore di un gruppo di artisti gay licenziati ingiustamente: una commissione venne istituita la quale portò alla depenalizzazione del reato di sodomia nel 1979.
Nel 1981 il ministero della cultura ha dichiarato che l'omosessualità è una variante naturale della sessualità umana: "il bigottismo omofobo è un atteggiamento inaccettabile ereditato dalla rivoluzione". Nella città di Santa Clara il locale El Mejunje ha iniziato nel 1984 ad esserne centro di aggregazione, ricevendo il sostegno del locale responsabile del partito Miguel Díaz-Canel.
Nel 1986 la commissione nazionale per d'educazione sessuale dichiara pubblicamente che l'omosessualità è un orientamento sessuale e che l'omofobia va contrastata attraverso l'educazione. Nel 1988 il governo abroga la legge risalente agli anni '30 che perseguiva la "pubblica ostentazione dell'omosessualità" e contemporaneamente in un'intervista alla televisione galiziana Castro critica i rigidi atteggiamenti che avevano fino ad allora prevalso nei confronti dell'omosessualità.
Infine nella sua autobiografia intitolata My life Fidel Castro ha criticato la cultura machista esortando all'accettazione pubblica nei confronti dell'omosessualità. In un'altra intervista concessa nel 2010 ad un giornale messicano dichiara la persecuzione contro gli omosessuali durante gli anni '60 mentre lui era al potere è stata una grave ingiustizia, ritenendo che la considerazione negativa nei confronti dei gay riflettesse atteggiamenti pre-rivoluzionari.

## Film
- Mauvaise conduite: del 1983, di produzione francese, è un documentario sulle persecuzioni degli omosessuali e degli intellettuali nella Cuba castrista
- Fragola e cioccolato: del 1993, si concentra sul rapporto conflittuale tra uno studente marxista impegnato e un artista vistosamente gay.
- Prima che sia notte: del 2000, basato sulla biografia omonima di Reinaldo Arenas, scrittore omosessuale perseguitato per tutti gli anni '70 e finalmente uscito dal paese nel 1980 con l'esodo di Mariel per rifugiarsi negli USA.
- Santa y Andrés: del 2016.